# Corrado Giuffredi
Corrado Giuffredi (Parma, 1963) è un clarinettista italiano.

## Biografia
Il clarinettista italiano Corrado Giuffredi ha iniziato i suoi studi musicali all’età di 10 anni al Conservatorio di musica di Parma diplomandosi poi con il massimo dei voti e la lode.
Dal 2003 è primo clarinetto solista dell’Orchestra della Svizzera italiana.
Con l’Orchestra Filarmonica della Scala ha partecipato a numerosi concerti nei festival internazionali più prestigiosi sotto la direzione di Riccardo Muti e Daniel Baremboim.
Nel 2010 si è esibito per la prima volta in Israele su invito del Maestro Giora Feidman al festival “Klezmer in Galilea”.
Recentemente su invito di Cecilia Bartoli ha eseguito le Variazioni di Rossini al Festival di Pentecoste di Salisburgo con i Barocchisti diretti da Diego Fasolis.
Ha eseguito in prima esecuzione italiana il concerto per clarinetto e orchestra di Krzysztof Penderecki.
Nel repertorio cameristico vanta importanti collaborazioni con musicisti quali Martha Argerich, Maurizio Baglini, Giampaolo Bandini, Cesare Chiacchiaretta, Silvia Chiesa, Eddie Daniels, Enrico Fagone, Jose Franch-Ballester, Andrea Griminelli, Ricardo Morales, Federico Nicoletta, Danilo Rossi, David Shifrin, Rino Vernizzi e l’Ensemble Strumentale Scaligero.
Ha registrato numerose composizioni del repertorio clarinettistico per Sony, Decca, Warner, Brilliant, Arts, Tactus, Foné e Stradivarius. 
Insegna clarinetto al conservatorio di Modena e tiene Masterclass in tutto il mondo. Suona un clarinetto progettato per lui da Morrie Backun.